# دشت آزادی جاورده
دشت آزادی جاورده، روستایی از توابع بخش چاروسا ،دهستان طیبی سرحدی شرقی،شهرستان کهگیلویه در استان کهگیلویه و بویراحمد ایران است.
این روستا دارای موقعیت جغرافیایی خوب و در مرکز بخش چاروسا و مسطح ترین قسمت منطقه چاروسا  در مسیر ارتباطی دهدشت به چاروسا و دیشموک و سه راهی امامزاده نورالدین و جاده جدید پاتاوه به دهدشت واقع شده.این روستااز امکانات اب،برق،گاز،تلفن و اینترنت  پرسرعت ثابت و همراه اول ،پیشرفت فیزیکی 60درصد طرح هادی ،زمین چمن مصنوعی،خانه ورزش،مدرسه ابتدایی،خانه بهداشت ،دو باب مسجد ،خانه عالم،کارواش و..برخوردار می‌باشد.
مقاله:(ه.ش)

## جمعیت
این روستا در دهستان طیبی سرحدی شرقی از توابع بخش چاروسا قرار دارد و براساس سرشماری مرکز آمار ایران در سال 1395 جمعیت آن 841نفر (223خانوار) بوده‌است.